# Тихла
Тихла — река в России, протекает в Великоустюгском районе Вологодской области. Устье реки находится в 30 км по левому берегу реки Юг. Длина реки составляет 10 км.
Исток реки в 8 км к северо-западу от села Усть-Алексеево и в 30 км к югу от центра Великого Устюга. Река течёт на север, всё течение проходит по ненаселённому лесному массиву. Приток — ручей Лубяной (правый). Впадает в Юг в 5 км ниже деревни Гаврино и устья Лузы. Ширина реки на всём протяжении не превышает 10 м.

## Данные водного реестра
По данным государственного водного реестра России и геоинформационной системы водохозяйственного районирования территории РФ, подготовленной Федеральным агентством водных ресурсов:
- Бассейновый округ — Двинско-Печорский
- Речной бассейн — Северная Двина
- Речной подбассейн — Малая Северная Двина
- Водохозяйственный участок — Юг
- Код водного объекта — 03020100212103000013362